# Strumigenys hirashimai
Strumigenys hirashimai (лат.) — вид мелких муравьёв из трибы Attini (ранее в Dacetini, подсемейство Myrmicinae).

## Распространение
Япония, Тайвань.

## Описание
Длина желтовато-коричневого тела около 1 мм (от 1,1 до 1,4 мм). Усики 6-члениковые. Скапус усика очень короткий, дорзо-вентрально сплющенный и широкий. Мандибулы узкие вытянутые, без преапикальных зубчиков. Хищный вид, охотится на мелкие виды почвенных членистоногих.
Вид был впервые описан в 1990 году японским мирмекологом К.Огата по материалам из Японии под первоначальным названием Epitritus hirashimai Ogata, 1990. В 1999—2007 включался в род Pyramica (Bolton, 1999) и с 2007 года в составе рода Strumigenys (Baroni Urbani & De Andrade, 2007).
Вид включён в состав комплекса Strumigenys argiola-complex из видовой группы Strumigenys argiola group вместе с европейским Strumigenys argiola и с несколькими восточно-палеарктическими и ориентальными видами (Strumigenys hexamera, Strumigenys lachesis, Strumigenys sinensis, Strumigenys tisiphone). Но у первого вида 4-члениковые усики, а у других 6-члениковые усики (хотя иногда 2-й и 3-й членики жгутика редуцированы у  S. lachesis); также эти виды имеют менее чем 4 преапикальных зубчика на каждой мандибуле (у S. lachesis их нет вообще) и имеют плотное орбикулярное опушение на промезонотальном дорзуме.